# 1990 na arte

## Nascimentos
| Data        | Nome          | Profissão   | Nacionalidade | Observações | Ref |
| ----------- | ------------- | ----------- | ------------- | ----------- | --- |
| 20 de julho | Bilquis Evely | quadrinista | Brasil        |             |     |

## Mortes
| Data            | Nome                   | Profissão                                         | Nacionalidade    | Observações | Ref |
| --------------- | ---------------------- | ------------------------------------------------- | ---------------- | ----------- | --- |
| 31 de janeiro   | Salvador Barata Feyo   | escultor                                          | Portugal         | n. 1899     |     |
| 16 de fevereiro | Keith Haring           | artista gráfico                                   | Estados Unidos   | n. 1958     |     |
| 16 de fevereiro | Luis Ortiz Monastério  | escultor                                          | México           | n. 1906     |     |
| 20 de fevereiro | Sérgio de Camargo      | escultor e artista plástico                       | Brasil           | 1930        |     |
| 7 de abril      | Frank Egginton         | pintor                                            | Irlanda          | n. 1908     |     |
| 5 de maio       | Glauco Pinto de Moraes | pintor                                            | Brasil           | n. 1928     |     |
| 18 de junho     | Joaquim Bravo          | professor e pintor                                | Portugal         | n. 1935     |     |
| 21 de junho     | Luís Verri             | pintor, desenhista e decorador                    | Brasil           | n. 1912     |     |
| 1 de setembro   | Emeric Marcier         | pintor e muralista                                | Roménia / Brasil | n. 1916     |     |
| 2 de dezembro   | António Dacosta        | poeta e pintor                                    | Portugal         | n. 1914     |     |
| ??              | Mário Silésio          | pintor, artista plástico, desenhista e vitralista | Brasil           | n. 1913     |     |

## Prémios
- Prémio Príncipe das Astúrias das Artes - Antonio Tàpies[1]
- Arquitetura
  - Prémio João de Almada - Fernando Távora[2]
  - Prémio Pritzker - Aldo Rossi[3]
  - Prémio Valmor e Municipal de Arquitectura 1990 - João Paiva Raposo de Almeida, Pedro Lancastre Ferreira Pinto e Pedro Emauz e Silva[4]
  - Prémio de Arquitetura Contemporânea Mies van der Rohe - Norman Foster[5]